# Youri, Niger
Youri este o comună rurală din departamentul Kollo, regiunea Tillabéri, Niger, cu o populație de 29.577 de locuitori (2001).